# Breiholmen
Breiholmen est une île et un village dans le landskap Sunnhordland du comté de Vestland. Elle appartient administrativement à Øygarden.

## Géographie
Rocheuse et couverte d'arbres, elle s'étend sur environ 164 m de longueur pour une largeur approximative de 85 m. 